# Luc de Nanteuil
Pour les articles homonymes, voir De La Barre.
Pour les autres membres de la famille, voir Famille de La Barre de Nanteuil.
Luc de La Barre de Nanteuil, né le 21 septembre 1925 à Lhommaizé et mort le 14 août 2018 à Lhommaizé,, est un diplomate français, ambassadeur de France.
Il porte le titre de courtoisie de vicomte.

## Biographie
Fils de Jean de La Barre de Nanteuil et Marguerite Robert de Beauchamp, il a poursuivi ses études à Paris, à l'École nationale d'administration (promotion Nations-Unies).
Il a fait carrière au ministère des Affaires étrangères : conseiller des Affaires étrangères et sous-directeur à la direction Afrique-Levant en 1964, il était ambassadeur aux Pays-Bas de 1976 à 1977. De 1977 à 1981, il fut le représentant permanent de la France auprès de l’Union européenne, puis au Conseil de sécurité de l'organisation des Nations unies à New York de 1981 à 1984, et de nouveau auprès de l’Union européenne à Bruxelles de 1984 à 1986.
Ambassadeur de France au Royaume-Uni, La Barre de Nanteuil a servi à Londres de 1986 à 1990, avant de présider le groupe de presse économique et financier Les Échos de 1991 à 2003.
Connaisseur d'art aussi, il a écrit un travail sur Jacques-Louis David, publié en 1985. À son décès, il habitait à Paris avec sa deuxième épouse Hedwige, née Frerejean de Chavagneux[réf. nécessaire].

## Décorations honorifiques
- Officier de la Légion d'honneur
- Commandeur de l'ordre national du Mérite

La Barre de Nanteuil est élevé, depuis 1991, à la dignité à vie d'Ambassadeur de France en Conseil des Ministres (par François Mitterrand).